# Histoire du nu artistique
 (septembre 2018).
Si vous disposez d'ouvrages ou d'articles de référence ou si vous connaissez des sites web de qualité traitant du thème abordé ici, merci de compléter l'article en donnant les références utiles à sa vérifiabilité et en les liant à la section « Notes et références ».
 (septembre 2018).
- Si vous ne connaissez pas le sujet, laissez ce bandeau (vous pouvez alors contacter les auteurs).
- Si vous supprimez le contenu mis en cause (vous pouvez préalablement contacter les auteurs),

argumentez précisément cette suppression dans la page de discussion
(un manque de référence n'est pas un argument ; une recherche réelle de référence doit avoir été effectuée, être formellement documentée).

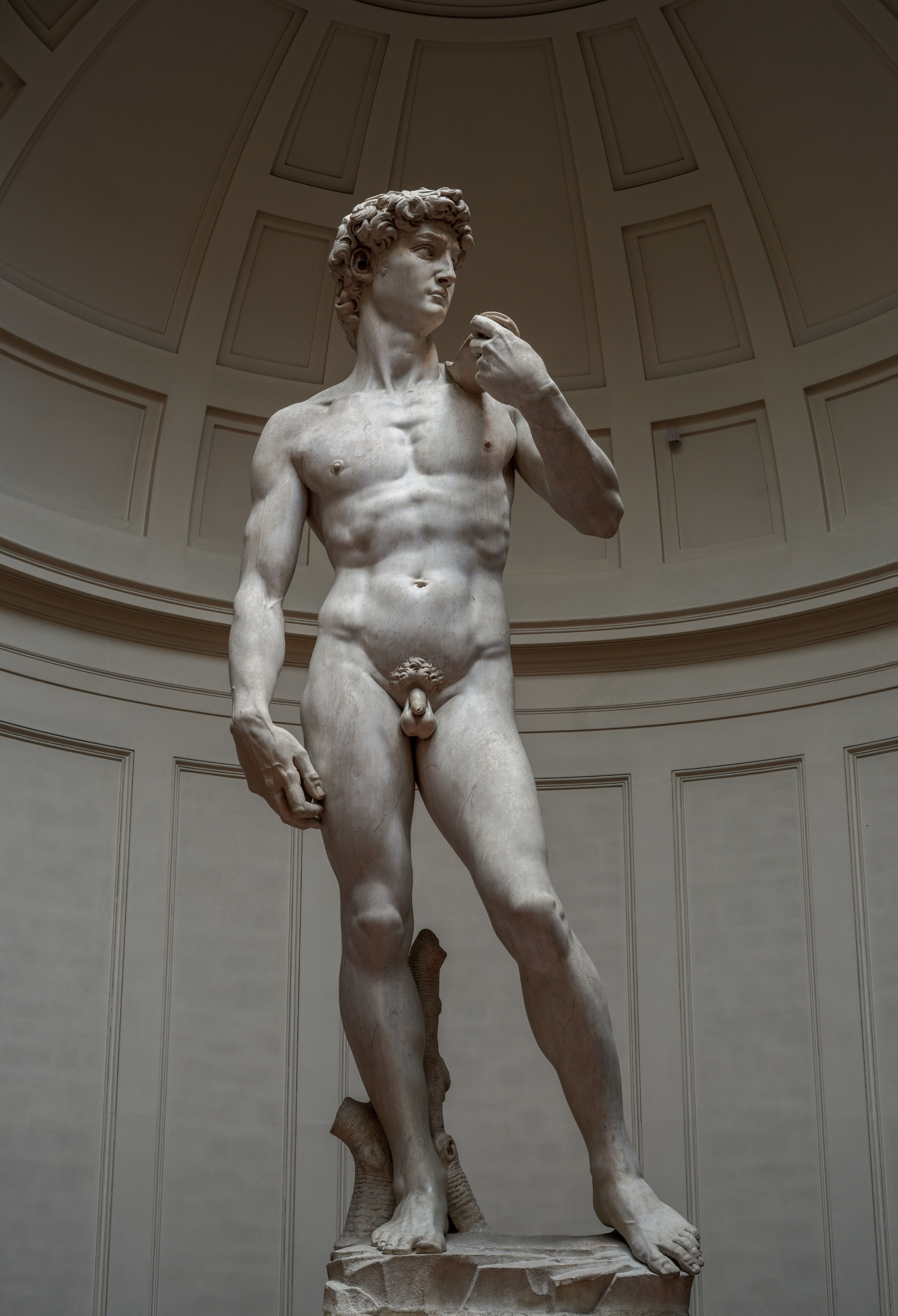
David (1501-1504), de Michel-Ange, Galerie de l'Académie de Florence.

L'évolution historique du nu artistique se déroule en parallèle à l'histoire de l'art en général, sauf des petites particularités dérivées des diverses acceptations de la nudité dans diverses sociétés et cultures tout au long du temps. 
Le nu est un genre artistique[réf. nécessaire] qui consiste à la représentation dans divers milieux artistiques (peinture, sculpture ou, plus récemment, cinéma et photographie) du corps humain nu. 
Il est envisagé comme un des classements académiques des œuvres d'art[réf. nécessaire]. 
La nudité dans l'art a reflété en général les standards sociaux de l'esthétique et la moralité de l'époque pendant laquelle s'est réalisée l'œuvre[réf. nécessaire]. 
Beaucoup de cultures tolèrent la nudité dans l'art bien plus que dans la vie réelle[réf. nécessaire], avec différentes notions sur ce qui est acceptable : par exemple, même dans un musée dans lequel se montrent des œuvres nudistes[Quoi ?], en général il n'accepte pas la nudité du visiteur. 
Le nu est un thème complexe à aborder comme genre artistique dû aux multiples variantes, autant formelles comme esthétiques, et iconographiques. Des historiens de l'art l'envisagent comme étant le thème le plus important de l'histoire de l'art occidental[source insuffisante].
Bien que l'on ait l'habitude de l'associer à l'érotisme[réf. souhaitée], la nudité peut avoir diverses interprétations et des significations, de la mythologie jusqu'à la religion, en passant par l'étude anatomique, ou bien comme représentation de la beauté et l'idéale esthétique de perfection, comme dans la Grèce Antique. 
Sa représentation a varié par rapport aux valeurs sociales et culturelles de chaque époque et chaque peuple. 
Ainsi, pour les Grecs, le corps était un motif d'orgueil, alors que pour les juifs ainsi que les chrétiens le corps était un motif de honte étant la condition des esclaves et des misérables[source insuffisante].

## Historique
L'étude et la représentation artistique du corps humain a été constante dans toute l'histoire de l'art, depuis la préhistoire (le Vénus de Willendorf) jusqu'à nos jours[réf. nécessaire]. 
Une des cultures où la représentation artistique du nu a le plus proliféré a été dans la Grèce Antique, où il était conçu comme un idéal de perfection et de beauté absolue, concept qui a perduré dans l'art classique en arrivant jusqu'à nos jours et en conditionnant en bonne mesure l'aperçu de la société occidentale vers le nu et l'art en général[réf. souhaitée]. 
Au sein du Moyen Âge sa représentation s'est centrée sur des thèmes religieux, toujours basés sur des passages bibliques qui, ainsi, le justifiaient. 
Dans la Renaissance, la nouvelle culture humaniste, plus anthropocentrique, a favorisé le retour du nu dans l'art généralement basés sur des thèmes mythologiques ou historiques.
Il est devenu, dans le XIXe siècle, notamment avec l'arrivée de l'impressionnisme[réf. nécessaire] lorsque le nu a commencé à perdre son caractère iconographique et à être représenté simplement par ses qualités esthétiques, le nu comme image sensuelle[réf. nécessaire]. 
Plus récemment, les études autour du nu comme genre artistique se sont centrées dans les analyses sémiotiques, spécialement dans la relation entre œuvre et spectateur, ainsi que dans l'étude des relations de genre. 
Le féminisme a critiqué le nu presque toujours féminin depuis le XVIIe siècle comme une utilisation du corps des femmes et signe de la domination patriarcale de la société occidentale[réf. souhaitée]. 
Des artistes comme Lucian Freud et Jenny Saville ont élaboré un type de nu non idéalisé pour éliminer le concept traditionnel de la nudité et chercher son essence au-delà des concepts de beauté et de genre[source insuffisante].

## Galeries

### Préhistoire

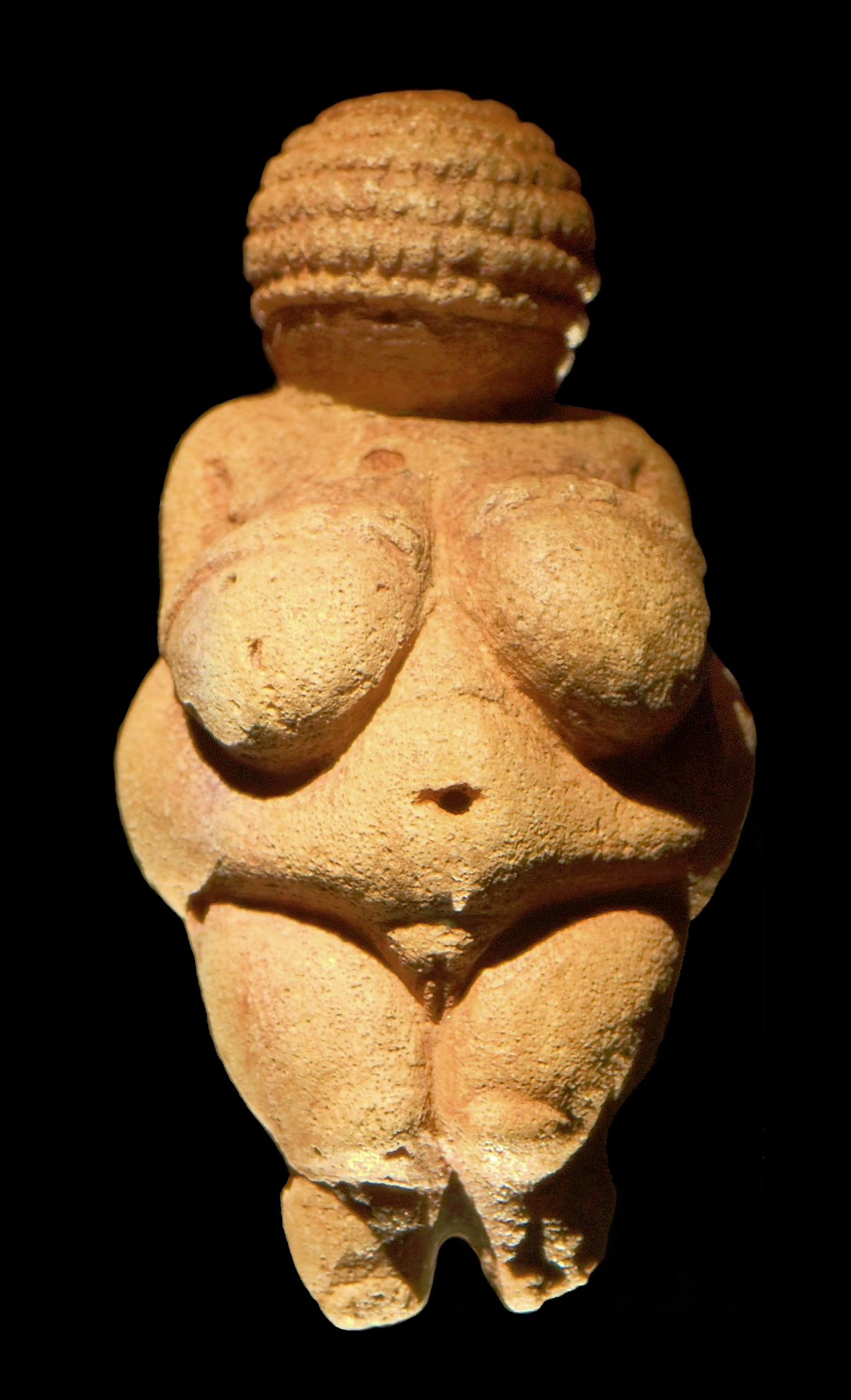
Le Vénus de Willendorf, Muséum d'histoire naturelle de Vienne (circa 20000 av. J.-C.

### Art égyptien ancien

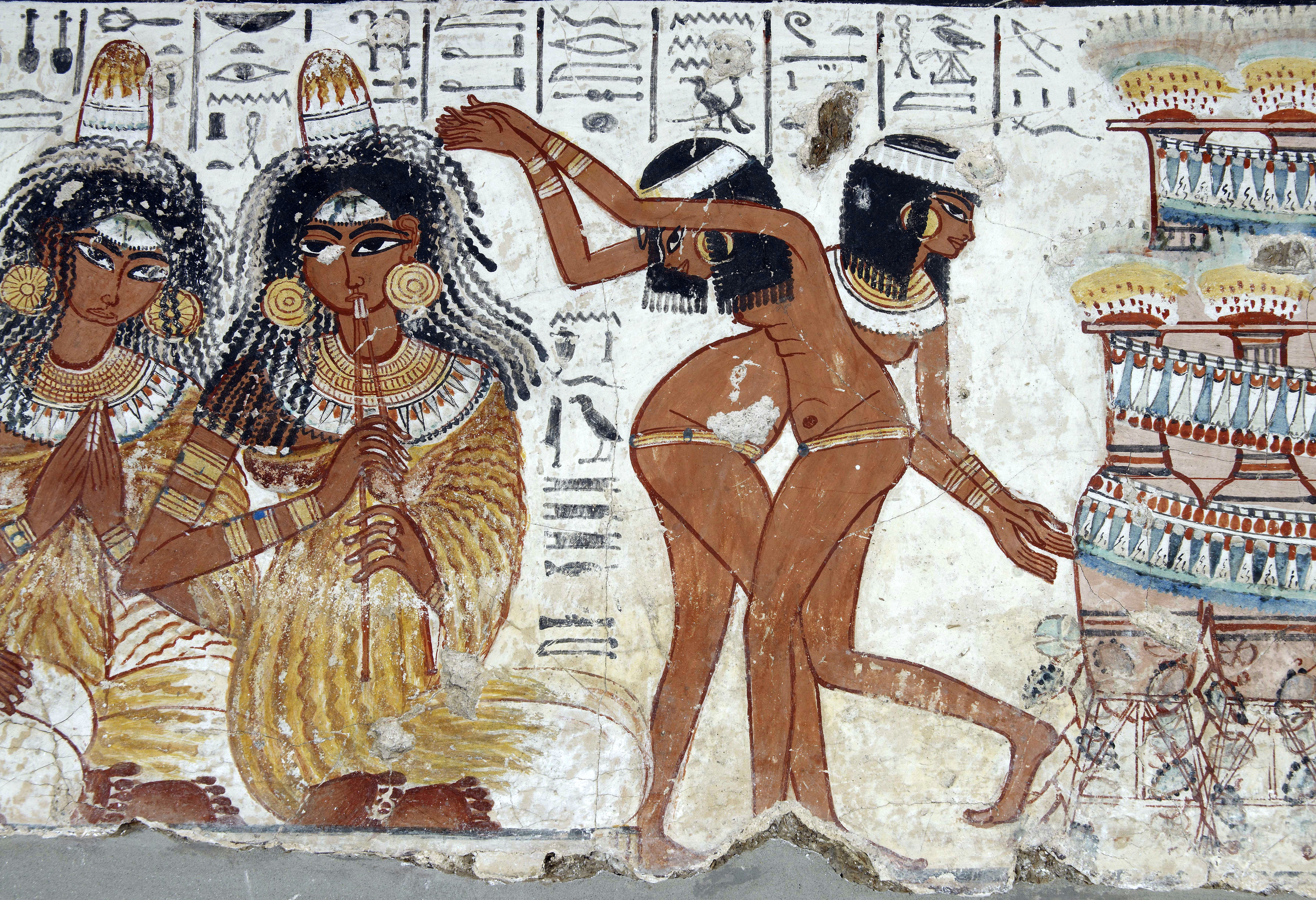
Bailarinas (circa 1420-1375 av. J.-C.), British Museum.)

### Art grec classique

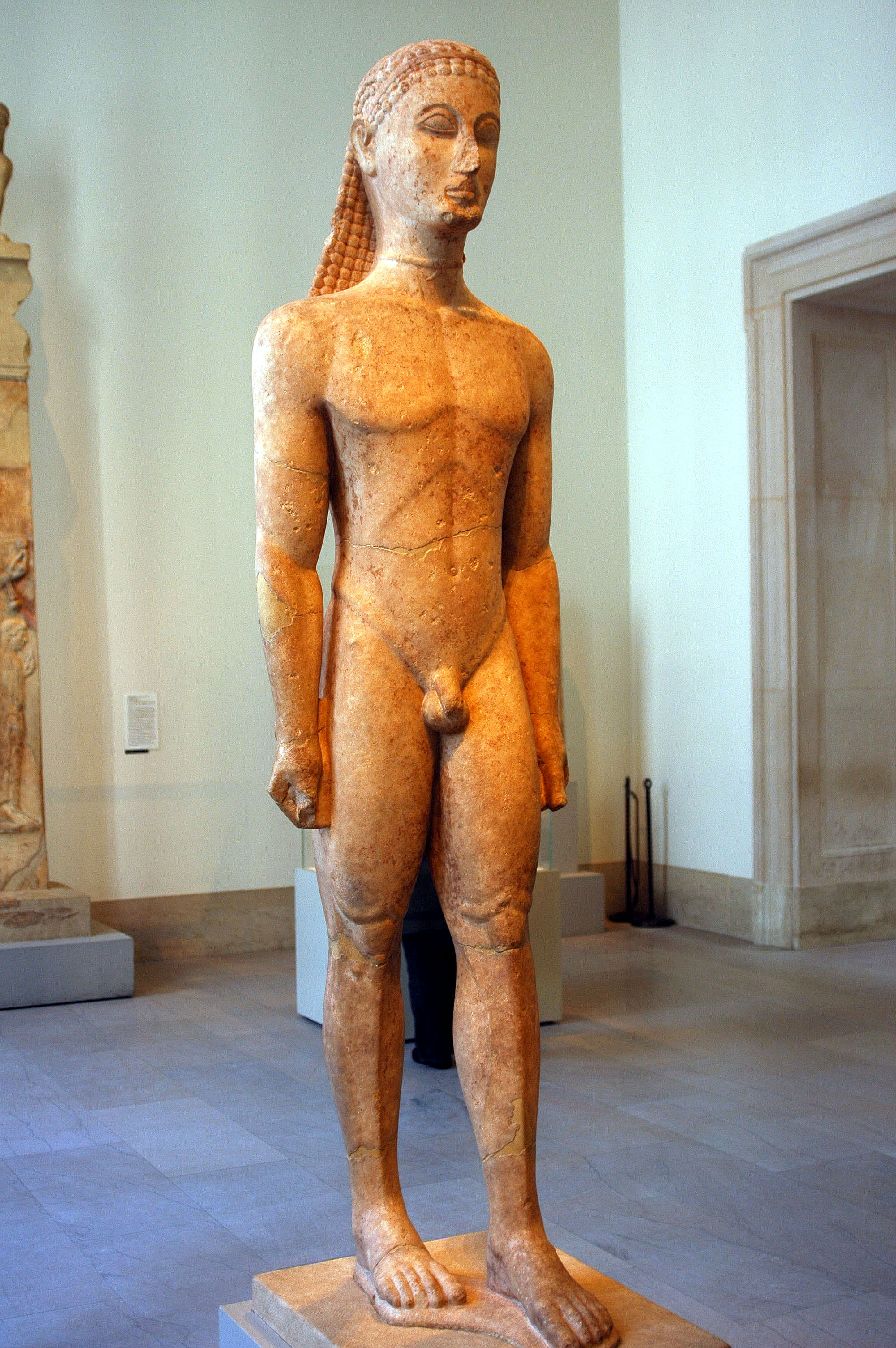
Statue de marbre de kouros (circa 590 –580 av. J.-C.), Metropolitan Museum of Art, New York.
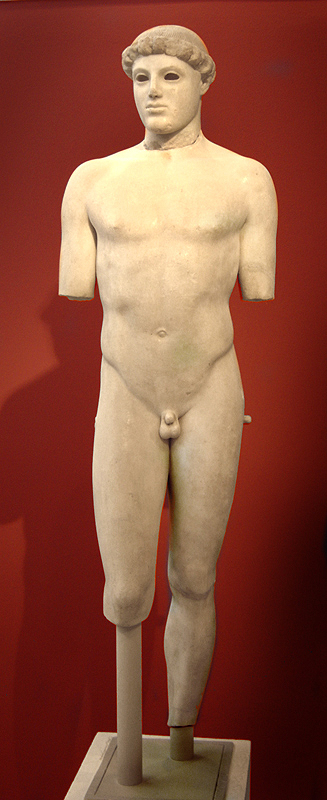
Efebo De Kritios (circa 480 av. J.-C.), Musée de l'Acropole, Athènes.
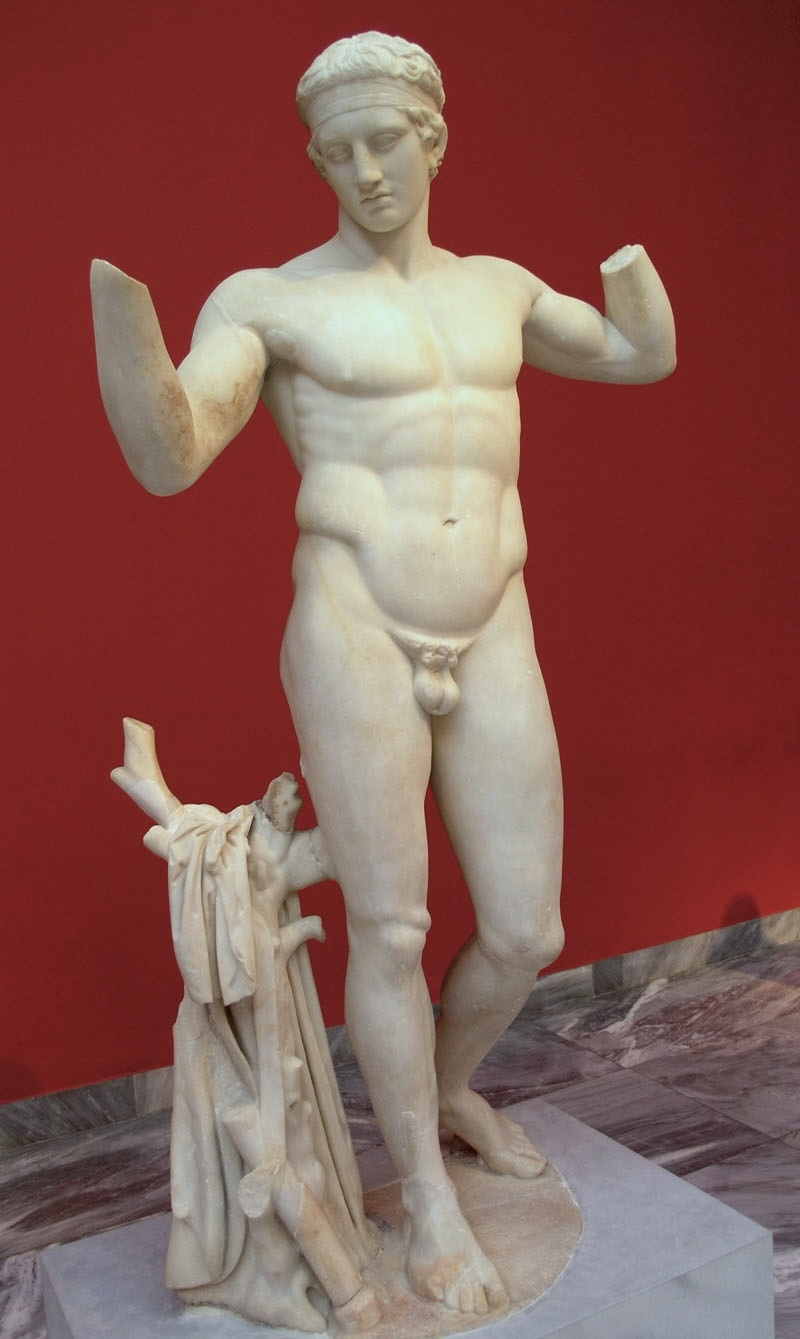
Le Diadumeno (430 av. J.-C.), De Policleto, Musée national archéologique d'Athènes.
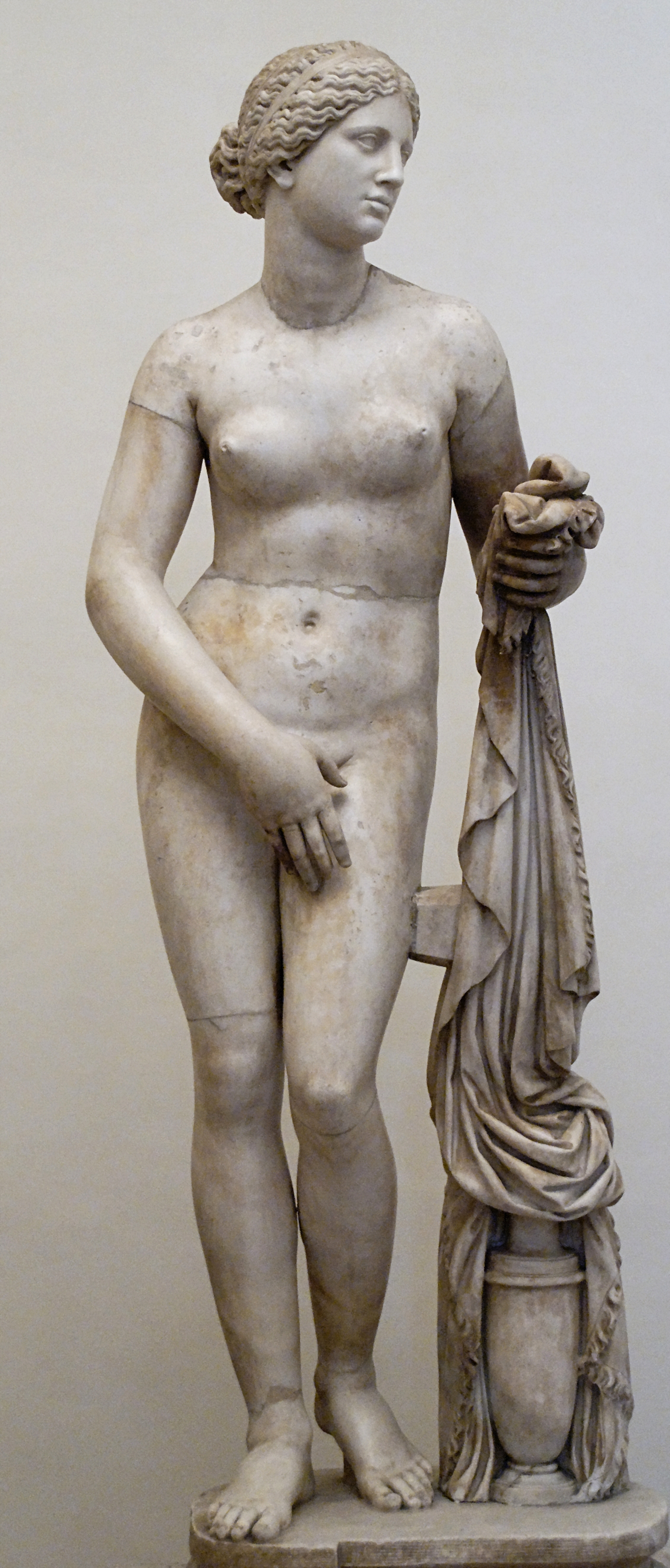
Aphrodite de Cnido (circa 350 av. J.-C.), De Praxíteles, copie appelée de Altemps ou Ludovisi, Musée National Romano-Palais Altemps.